# Hyatt Regency Atlanta
El Hyatt Regency Atlanta es un hotel de negocios ubicado en Peachtree Street en el Downtown de Atlanta, la capital del estado de Georgia (Estados Unidos). Inaugurado en 1967 como Regency Hyatt House, el revolucionario diseño de atrio de 22 pisos de John C. Portman, Jr. es un hito de la arquitectura hotelera. El hotel se convirtió instantáneamente en uno de los edificios más reconocidos de Atlanta.

## Descripción
El edificio consta de la "Torre del Atrio" principal y dos ampliaciones, terminadas en 1971 y 1982, respectivamente, que contienen un total de 1.260 habitaciones. En la parte superior del Hyatt Regency hay un restaurante giratorio llamado Polaris, ubicado justo debajo de la estructura en forma de cúpula azul que le da al hotel su perfil distintivo. El Polaris cerró en agosto de 2004 y permaneció vacío hasta que se aprobaron los planes de renovación en 2013. Polaris reabrió en junio de 2014.
En 1971, se construyó la Ivy Tower (ahora llamada Radius Tower), que también fue diseñada por John Portman. Se parece mucho a su Westin Peachtree Plaza, que abrió cinco años después. Tan similares son los dos edificios que en 1981, la Torre se duplicó para el Peachtree Plaza en la película Sharky's Machine protagonizada por Burt Reynolds . 
En 1982, se agregó la Torre Internacional, que es el mismo que el diseño original pero ha ampliado las habitaciones y suites.
Su diseño le ha valido el honor en la lista America's Favorite Architecture del American Institute of Architects.

## Galería

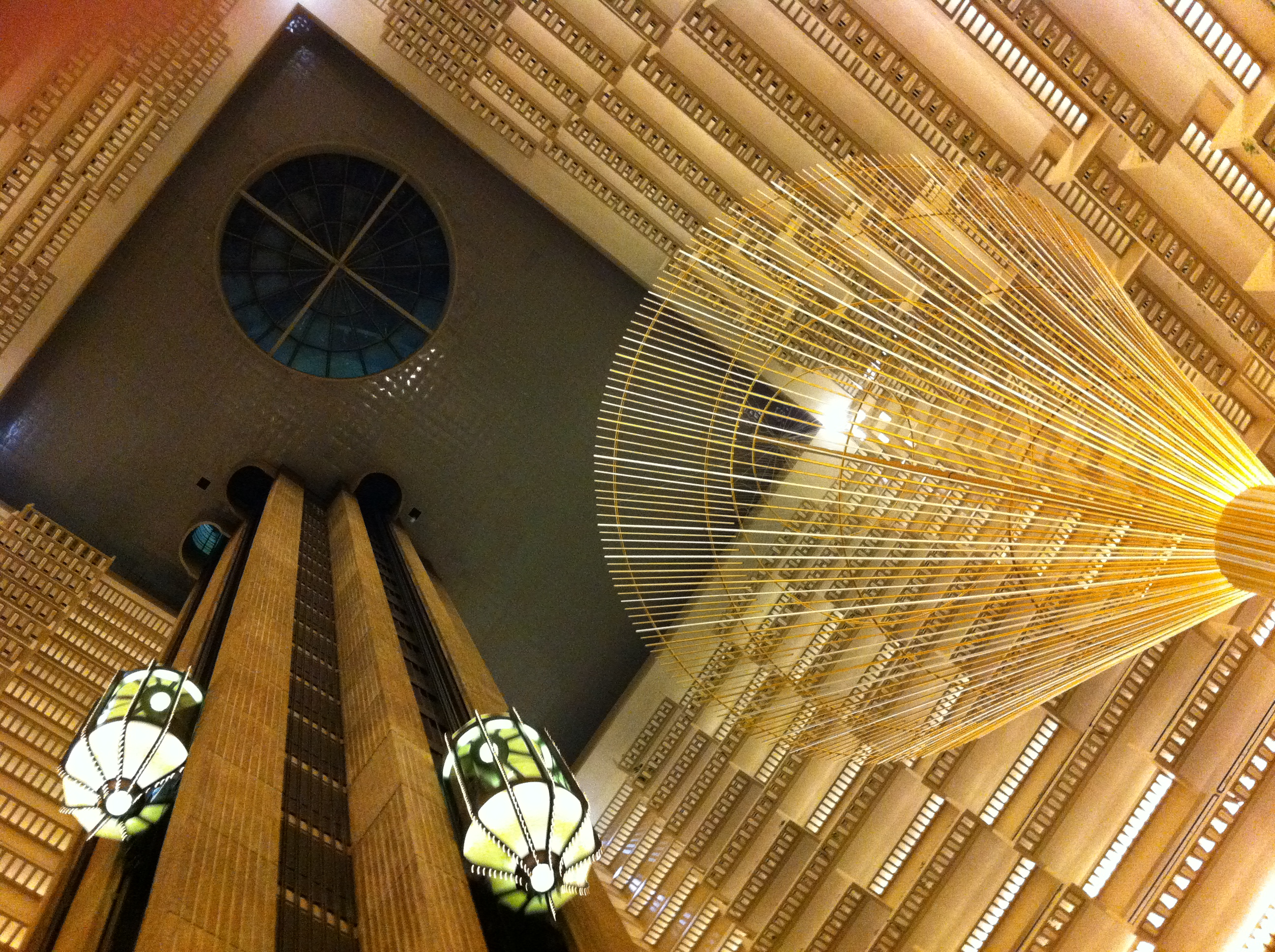
Vista del atrio y los ascensores de vidrio mirando hacia arriba desde el piso del vestíbulo
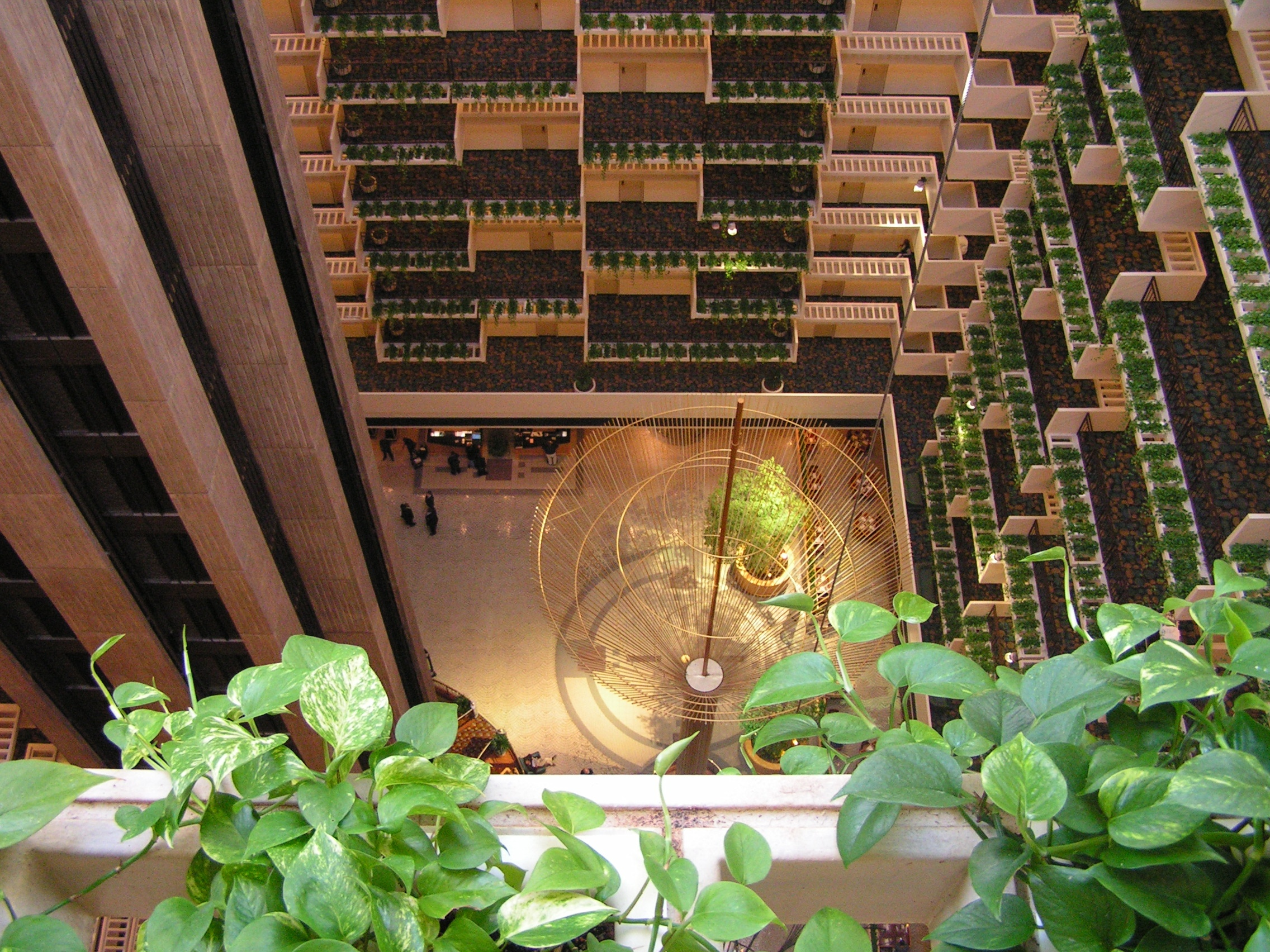
Vista del Atrio desde el octavo piso
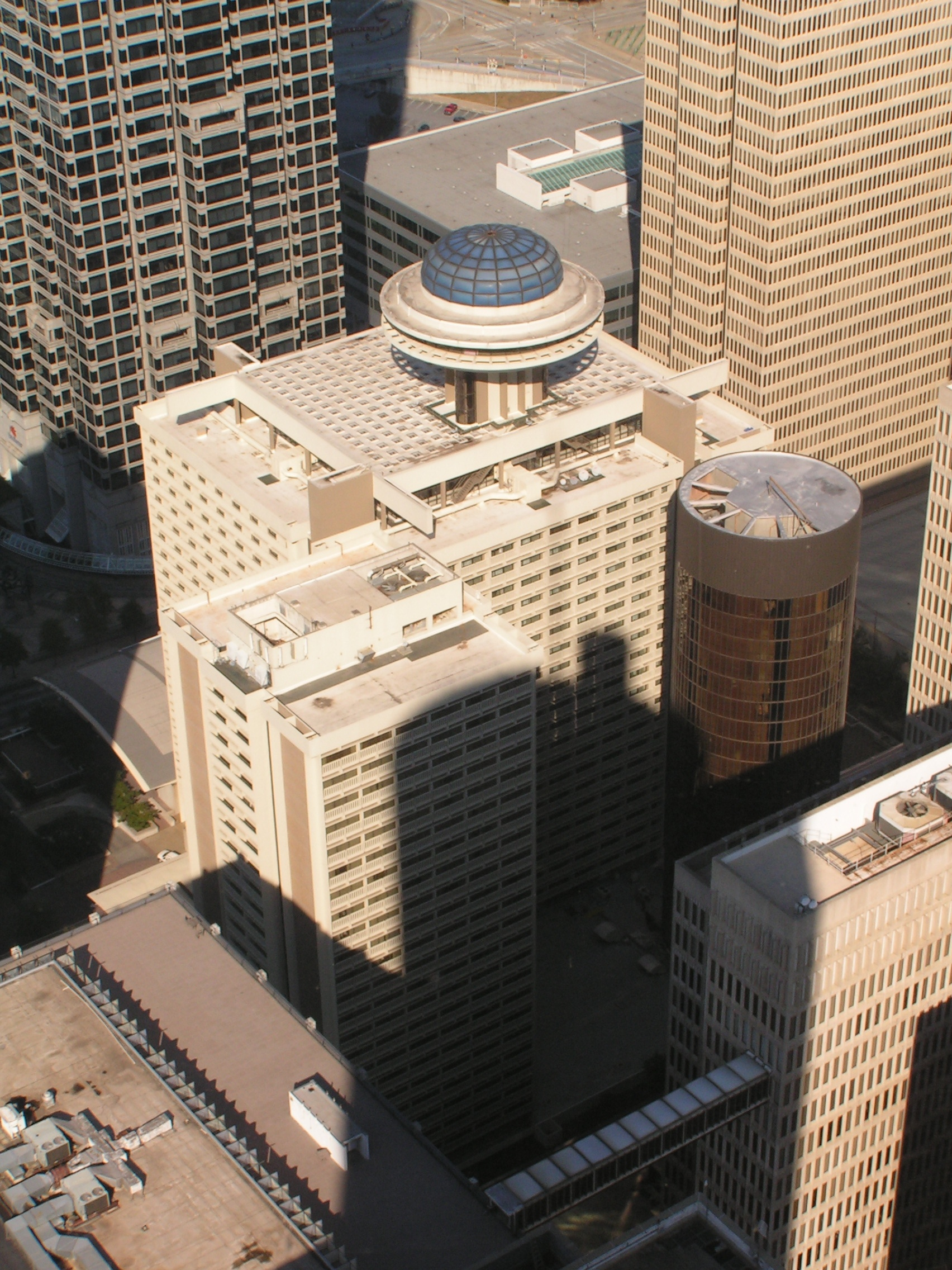
Vista del Hyatt desde Westin Peachtree Plaza